# Eoferreola
Eoferreola is een geslacht van vliesvleugelige insecten van de familie spinnendoders (Pompilidae).

## Soorten
Het genus bevat de volgende soorten:

- Eoferreola anatolica Priesner, 1973
- Eoferreola caucasica (Radoszkowski, 1888)
- Eoferreola claripennis (Priesner, 1966)
- Eoferreola cyrenaica (Guiglia, 1941)
- Eoferreola distincta (Smith, 1855)
- Eoferreola erythraea (Pallas, 1773)
- Eoferreola filiantennata Wolf & Mozcar, 1972
- Eoferreola manticata (Pallas, 1771)
- Eoferreola mixta (Tournier, 1895)
- Eoferreola neftae Schmid-Egger, 2002
- Eoferreola rhombica (Christ, 1791) – vuurspinnendoder
- Eoferreola syraensis (Radoszkowski, 1889)
- Eoferreola thoracica (Rossi, 1794)
- Eoferreola variabilis (Eversmann, 1849)